# Seniti

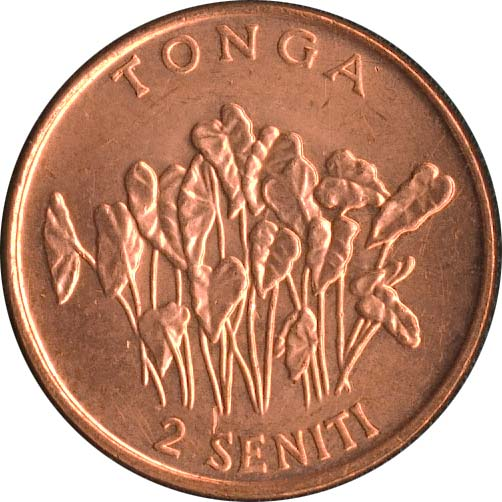
Awers monety 2 seniti z 2002 roku

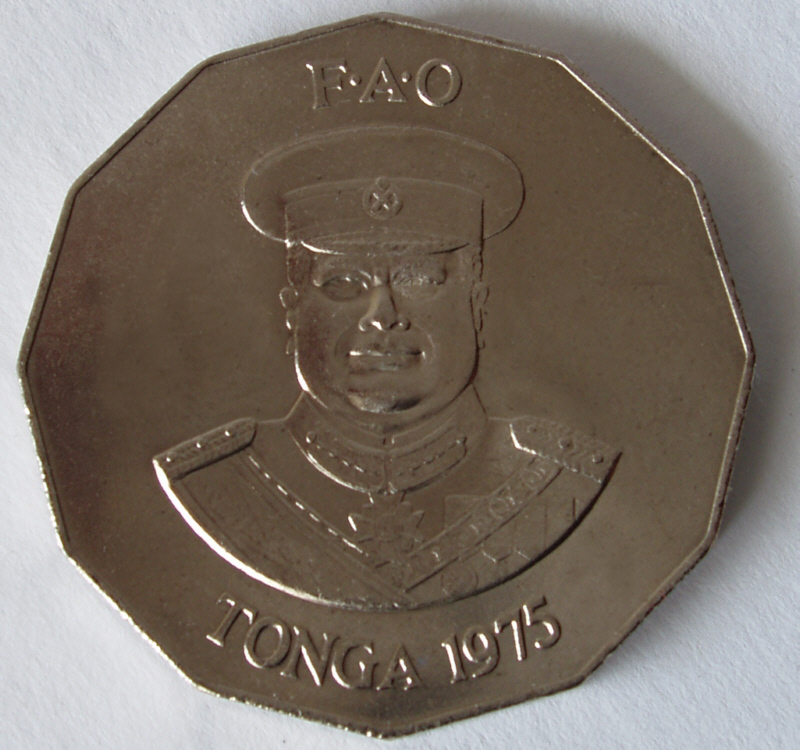
Awers monety 50 seniti z 1975 roku z podobizną Taufaʻahau Tupou IV

Seniti – drobna jednostka monetarna Tonga wprowadzona 3 kwietnia 1967 r., równa {\displaystyle {\tfrac {1}{100}}} paʻanga.